# Puerto Guzmán
Pour les articles homonymes, voir Guzmán.
Puerto Guzmán est une municipalité située dans le département de Putumayo en Colombie.